# Anthony Trewavas
Anthony („Tony“) James Trewavas (* 17. Juni 1939) ist ein britischer Molekularbiologe und Professor Emeritus der University of Edinburgh. Sein Themengebiet ist die Signalübertragung in Pflanzen.
Er formuliert an der These der Pflanzenintelligenz.

## Leben
Trewavas besuchte die Roan Grammar School und studierte Biochemie am University College London, wo er den Bachelor of Science und Ph.D. erlangte. Seine Dissertation erschien 1965 unter dem Titel Specific aspects of phosphate metabolism of plants with special reference to the action of growth hormones on Avena. Als Postdoc forschte er an der University of East Anglia.
1970 kam Trewavas an die University of Edinburgh, wo er zunächst als Lecturer und ab 1985 als Reader tätig war. Ab 1990 lehrte er dort als Professor für Pflanzenbiochemie. 2004 wurde er emeritiert.
Trewavas übernahm Gastprofessuren an der Michigan State University (1972) , der Polnischen Akademie der Wissenschaften (1979), University of Illinois (1980), University of Alberta (1983), University of California, Davis (1985), Universität Bonn (1987), University of North Carolina (1988), Nationale Autonome Universität von Mexiko (1989) sowie Universität Mailand (1996).
Er ist Fellow der Royal Society of Edinburgh (1993), der Royal Society of Arts (1995) und der Royal Society (1999). 2002 wurde er zum Mitglied der Academia Europaea gewählt.
Trewavas heiratete 1963. Er ist Vater von zwei Töchtern und einem Sohn.

## Werke
- Plant Behaviour and Intelligence. Oxford University Press, ISBN 978-0-19-953954-3